# Scaphyglottis bidentata
Scaphyglottis bidentata är en orkidéart som först beskrevs av John Lindley, och fick sitt nu gällande namn av Robert Louis Dressler. Scaphyglottis bidentata ingår i släktet Scaphyglottis och familjen orkidéer. Inga underarter finns listade i Catalogue of Life.

## Bildgalleri

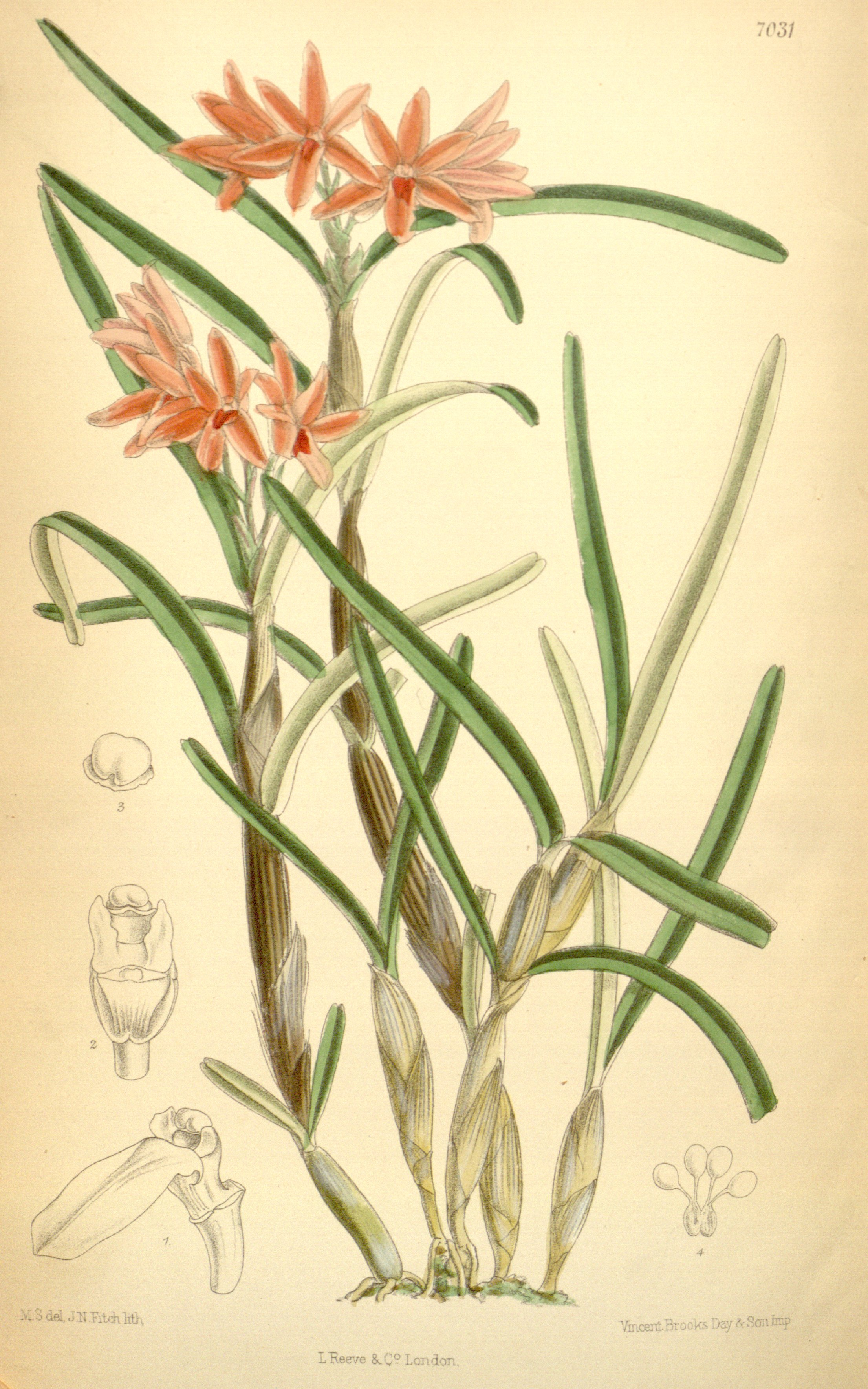